# Revistes Catalanes amb Accés Obert
|  | Per a altres significats, vegeu «Racó». |

Revistes Catalanes amb Accés Obert (RACO) és un repositori cooperatiu des del que es poden consultar, en accés obert, els articles a text complet de revistes científiques, culturals i erudites catalanes. RACO és un projecte de la Biblioteca de Catalunya i el Consorci de Serveis Universitaris de Catalunya (CSUC), i compta amb el suport de la Generalitat de Catalunya.
RACO té com a objectiu augmentar la visibilitat i consulta de les revistes catalanes, promovent l'edició electrònica, facilitant la consulta conjunta i proporcionant eines per a la seva preservació.
Inclou revistes científiques, culturals i erudites que compleixen certs requisits de qualitat i temàtica, i que són editades per institucions catalanes o publicades en català. Les revistes poden oferir els seus articles a text complet de manera gratuïta, amb accés a través de diversos repositoris, i RACO contribueix a millorar la qualitat d'aquestes revistes mitjançant criteris establerts per la Universitat de Barcelona.
El repositori utilitza el programa Open Journal Systems per facilitar la gestió i publicació de revistes científiques, permetent cercar articles, consultar estadístiques, exportar citacions i subscriure's a alertes per nous números.